# Talocan
Talocan ist das erste Fahrgeschäft vom Typ Suspended Top Spin in Europa und befindet sich im Phantasialand Brühl bei Köln. Die Attraktion des Herstellers Huss Rides nimmt seit 2007 den Platz des dafür abgerissenen Condors ein. Die Thematisierung folgt einer fiktiven Geschichte über die Freilegung eines Aztekentempels bei der Vergrößerung des Weinkellers einer mexikanischen Genossenschaft. Der Name leitet sich aus der aztekischen Mythologie ab, in der das Paradies des Wettergotts Tlaloc Tlalocan genannt wurde.

## Thematisierung
Durch aufwändige Thematisierung in Form eines Aztekentempels, die den Großteil der Investitionskosten verursachte, und Spezialeffekte aus Feuer, Wasser und Nebel möchte das Phantasialand den Eindruck eines mächtigen Gottes vermitteln, der die Besucher seinen Zorn spüren lässt. Die Feuergarben entstehen trotz einer vorliegenden Erdgasversorgung durch die Verbrennung von Flüssiggas, da der nötige Druck in Höhe von zwei bis zweieinhalb Bar anders nicht hätte erreicht werden können. Den Mittelpunkt der Thematisierung bildet eine breite Skulptur, die den Gott Tlaloc mit bösem Gesichtsausdruck darstellt. In der Hand hält er ein offenes Gefäß mit einem Feuer darin, das ständig in kleiner Form brennt, sich aber plötzlich zur Stichflamme ausweiten kann, wenn dies vom Fahrprogramm vorgesehen ist. Weitere Ursprungsorte der Feuereffekte befinden sich an zwei Öffnungen am Kopf. Das steinerne Gebilde, über dessen Gesicht ständig Wasser aus einer Mulde auf dem Kopf läuft, thront vor der Reihe der Wasserfontänen auf einem Sockel inmitten einer wasserbedeckten Fläche. Da das Phantasialand mit dem Anblick dieses Schauspiels auch weniger mutige Besucher unterhalten möchte, wurde die Anlage bewusst so gestaltet, dass das Geschehen gut vom Übergang zum Themenbereich Deep in Africa beobachtet werden kann.

## Fahrtbeschreibung
Die wartenden Personen werden in das Innere des Weinkellers geführt, der entsprechend der Thematisierungsgeschichte mit alten Weinfässern ausgestattet ist. Hier werden sie von Parkmitarbeitern in jeweils eine Gruppe für die vordere und die hintere Sitzreihe eingeteilt. Schließlich können die Besucher den Tempel betreten und vom Personal auf ihren Sitzplätzen gesichert werden. Zu Beginn der Fahrt wird der Boden abgesenkt, auf dem zuvor alle losen Gegenstände abgelegt wurden. Währenddessen wird die Attraktion in Nebel gehüllt und eine Stimme erklingt, die Worte in einer aztekischen Sprache spricht. Weitere Spezialeffekte sind auf das Fahrprogramm abgestimmte Wasserfontänen und Feuerstöße. Nach Abschluss der Fahrt wird der Boden wieder angehoben, und die Besucher verlassen den Tempel auf der dem Eingang gegenüberliegenden Seite.

## Fahrprogramme und Soundtracks
Seit der Sommersaison 2015 läuft Talocan mit den Soundtracks von IMAscore.
Talocan besitzt nur ein Fahrprogramm. Dieses wurde seit dem Wintertraum 2019/20 drei Mal angepasst, da die Anlage eine neue SPS-Anlage bekommen hatte.

## Auszeichnungen
Das Fahrgeschäft wurde 2008 mit dem Neuheitenpreis „FKF-Award 2007“ des Freundeskreises Kirmes und Freizeitparks e. V. ausgezeichnet. In der Begründung für den Preis wird besonders die aufwendige Thematisierung hervorgehoben.